# Cees Leenheer
Cornelis Coenraad Leenheer, detto Cees (Weesp, 5 giugno 1906 – Zwolle, 20 gennaio 1979), è stato un pallanuotista olandese.
Ha fatto parte della rappresentativa dei Paesi Bassi che raggiunse i quarti di finale ai Giochi di Amsterdam 1928.
Era il nonno dell'hockeista Otto Steffers, che partecipò ai Giochi di Atlanta 1996 per gli Stati Uniti.